# Émile Loth
Pour les articles homonymes, voir Loth (homonymie).
Jean-Baptiste Marie Émile Loth (2 décembre 1858 à Sarreguemines - 5 janvier 1924 à Paris) est un homme politique français.

## Biographie
Industriel fabricant de sucre, maire de Quéant depuis 1904 et conseiller général du canton de Marquion depuis 1908, il est député du Pas-de-Calais de 1910 à 1914.

## Sources
- « Émile Loth », dans le Dictionnaire des parlementaires français (1889-1940), sous la direction de Jean Jolly, PUF, 1960 [détail de l’édition]